# Tom Rowe
Pour les articles homonymes, voir Rowe.
Thomas John Rowe (né le 23 mai 1956 à Lynn dans l'État du Massachusetts aux États-Unis) est un joueur professionnel américain de hockey sur glace devenu entraîneur et dirigeant. Il évoluait au poste d'ailier droit.

## Biographie
Durant sa carrière de hockeyeur, il a joué 357 parties dans la LNH pour trois équipes différentes : les Capitals de Washington, les Whalers de Hartford et les Red Wings de Détroit. Il a également joué dans la LAH pour les équipes affiliés des Capitals, des Whalers ou des Red Wings. Il réalise sa meilleure saison en 1978-1979, alors qu'il réalise 61 points, dont 31 buts, en 69 parties avec les Capitals. Il est d'ailleurs le premier joueur américain à avoir marqué au moins 30 buts sur une saison dans la LNH. Il joue sa dernière saison professionnelle en 1983-1984 avec les Alpines de Moncton dans la LAH,.
En 1991, il devient directeur général adjoint avec les Whalers de Hartford avant de devenir recruteur pour l'équipe deux ans plus tard. En 1995, il rejoint les Lock Monsters de Lowell dans la LAH où il occupe le poste de vice-président exécutif des opérations hockey. Trois ans plus tard, il devient le directeur général de cette même équipe, poste qu'il occupe jusqu'en 2002. Il demeure dans l'équipe, mais comme entraîneur adjoint. En 2004, il est promu au titre d'entraîneur-chef de l'équipe, qui deviendra plus tard les River Rats d'Albany deux ans plus tard après un déménagement. En 2008, il s'amène comme entraîneur adjoint avec les Hurricanes de la Caroline, équipe de la LNH liée aux River Rats, et occupe ce poste pendant trois ans.
Le 9 avril 2012, il devient l'entraîneur-chef du Lokomotiv Iaroslavl, équipe russe dans la KHL qui doit se rebâtir après un accident d'avion qui a décimé l'équipe un an plus tôt. Il est toutefois renvoyé après un mauvais départ lors du début de la saison 2013-2014. Peu de temps après, il devient l'entraîneur-chef du Rampage de San Antonio, équipe affiliée aux Panthers de la Floride dans la LAH. 
Le 1er janvier 2016, il reçoit une promotion avec les Panthers comme directeur général adjoint. Après la conclusion de la saison, il devient le directeur général des Panthers après la promotion de Dale Tallon comme président.
Le 27 novembre 2016, il congédie l'entraîneur-chef Gerard Gallant et prend les commandes de l'équipe pour ce poste. Après que les Panther aient manqué les séries éliminatoires, il est relevé de ses fonctions d'entraîneur et directeur général, mais il demeure au sein de l'équipe des Panthers comme conseiller sénior à Tallon, qui reprend son poste de DG.

## Statistiques

### En club
| Saison     | Équipe                    | Ligue      |     | Saison régulière | Saison régulière | Saison régulière | Saison régulière | Saison régulière |   | Séries éliminatoires | Séries éliminatoires | Séries éliminatoires | Séries éliminatoires | Séries éliminatoires |
| Saison     | Équipe                    | Ligue      | PJ  | B                | A                | Pts              | Pun              | PJ               | B | A                    | Pts                  | Pun                  |                      |                      |
| 1973-1974  | Knights de London         | OHA-jr     | 70  | 30               | 39               | 69               | 99               | -                | - | -                    | -                    | -                    |                      |                      |
| 1974-1975  | Knights de London         | OMJHL      | 63  | 19               | 15               | 34               | 137              | -                | - | -                    | -                    | -                    |                      |                      |
| 1975-1976  | Knights de London         | OMJHL      | 60  | 39               | 55               | 94               | 98               | 5                | 1 | 3                    | 4                    | 14                   |                      |                      |
| 1976-1977  | Indians de Springfield    | LAH        | 67  | 19               | 23               | 42               | 117              | -                | - | -                    | -                    | -                    |                      |                      |
| 1976-1977  | Capitals de Washington    | LNH        | 12  | 1                | 2                | 3                | 2                | -                | - | -                    | -                    | -                    |                      |                      |
| 1977-1978  | Capitals de Washington    | LNH        | 63  | 13               | 8                | 21               | 82               | -                | - | -                    | -                    | -                    |                      |                      |
| 1978-1979  | Capitals de Washington    | LNH        | 69  | 31               | 30               | 61               | 137              | -                | - | -                    | -                    | -                    |                      |                      |
| 1979-1980  | Capitals de Washington    | LNH        | 41  | 10               | 17               | 27               | 76               | -                | - | -                    | -                    | -                    |                      |                      |
| 1979-1980  | Whalers de Hartford       | LNH        | 20  | 6                | 4                | 10               | 30               | 3                | 2 | 0                    | 2                    | 0                    |                      |                      |
| 1980-1981  | Whalers de Hartford       | LNH        | 74  | 13               | 28               | 41               | 190              | -                | - | -                    | -                    | -                    |                      |                      |
| 1981-1982  | Whalers de Hartford       | LNH        | 21  | 4                | 0                | 4                | 36               | -                | - | -                    | -                    | -                    |                      |                      |
| 1981-1982  | Whalers de Binghamton     | LAH        | 8   | 5                | 3                | 8                | 36               | -                | - | -                    | -                    | -                    |                      |                      |
| 1981-1982  | Capitals de Washington    | LNH        | 6   | 1                | 1                | 2                | 18               | -                | - | -                    | -                    | -                    |                      |                      |
| 1981-1982  | Bears de Hershey          | LAH        | 34  | 17               | 17               | 34               | 89               | 5                | 3 | 4                    | 7                    | 33                   |                      |                      |
| 1982-1983  | Red Wings de l'Adirondack | LAH        | 20  | 16               | 7                | 23               | 26               | -                | - | -                    | -                    | -                    |                      |                      |
| 1982-1983  | Red Wings de Détroit      | LNH        | 51  | 6                | 10               | 16               | 44               | -                | - | -                    | -                    | -                    |                      |                      |
| 1983-1984  | Alpines de Moncton        | LAH        | 50  | 28               | 16               | 44               | 86               | -                | - | -                    | -                    | -                    |                      |                      |
| Totaux LNH | Totaux LNH                | Totaux LNH | 357 | 85               | 100              | 185              | 615              | 3                | 2 | 0                    | 2                    | 0                    |                      |                      |

### En équipe nationale
| Année | Équipe     | Compétition          |   | PJ | B | A | Pts | Pun      |  | Résultat |
| 1977  | États-Unis | Championnat du monde | 3 | 0  | 0 | 0 | 2   | 6e place |  |          |